# バディ企画研究所
バディ企画研究所（バディきかくけんきゅうしょ）は東京都世田谷区に本社を置くスポーツアカデミーの団体・企業である。

## 概要
- 1981年に創設され、幼少期からの体力づくりを支えるための幼稚園「バディスポーツ幼児園」を東京都や神奈川県を中心に展開。またスポーツクラブや著名スポーツ選手によるスポーツ教室を展開し、スポーツを通しての健全な人間形成に重きを置く活動を展開している。
- 2010年10月、読売新聞・日本テレビ放送網グループの完全経営撤退後経営悪化状態にあった東京ヴェルディ1969の経営に筆頭スポンサーとして参画した。
- 2013年6月、債務超過で経営破綻寸前だったプロバスケットボールチームである横浜ビー・コルセアーズの運営会社YSEの株式の51％を無償で譲渡を受け、バディ企画研究所からYSEに融資を行った[2]。以後は筆頭株主としてチーム運営に参画していたが、2022年7月にバディ企画研究所からウエインズグループへ株式が譲渡されることが発表され、以後の筆頭株主はウエインズグループとなり、チーム運営から手を引いた。
- 2021年1月4日、青山学院大学・陸上競技部長距離ブロック監督、及び同大学地球社会共生学部・教授の原晋が、当社の社外取締役に就任することを発表した。

## 現在展開している施設

### 東京都
- バディ世田谷（世田谷区）
- バディ江東（江東区）
- バディ豊洲（江東区）
- バディ八王子東（八王子市）

### 神奈川県
- バディはるひ野（川崎市）
- バディ横浜（横浜市）
- バディ長津田（横浜市）

## 著名な卒業生
- 武藤嘉紀
- 川内優輝
- 井上亮太
- 三田啓貴
- 丸山祐市
- 須藤拓輝
- 村松智子
- 土屋太鳳[3]
- 田中碧